# Let's Knife
Albums de Shonen Knife
712 (en)
(1991) Rock Animals (en)
(1993)
Let's Knife est un album du groupe de punk rock japonais Shonen Knife sorti en 1992. Il s'agit du deuxième album studio de Shonen Knife.

## Liste des titres
Toutes les chansons sont écrites et composées par Naoko Yamano, sauf indication contraire.
| No  | Titre                                             | Auteur          | Durée |
| --- | ------------------------------------------------- | --------------- | ----- |
| 1.  | Riding On The Rocket                              |                 | 3:46  |
| 2.  | Bear Up Bison                                     |                 | 2:15  |
| 3.  | Twist Barbie                                      |                 | 3:56  |
| 4.  | Tortoise Brand Pot Cleaner's Theme (Sea Turtle)   |                 | 1:41  |
| 5.  | Antonio Baka Guy                                  |                 | 1:59  |
| 6.  | Ah, Singapore                                     |                 | 2:00  |
| 7.  | Flying Jelly Attack                               |                 | 2:39  |
| 8.  | Black Bass                                        |                 | 4:36  |
| 9.  | Cycling Is Fun                                    | Michie Nakatani | 4:29  |
| 10. | Watchin' girl                                     | Michie Nakatani | 2:00  |
| 11. | I Am A Cat                                        |                 | 4:43  |
| 12. | Tortoise Brand Pot Cleaner's Theme (Green Turtle) |                 | 1:20  |
| 13. | Devil House                                       | Michie Nakatani | 2:59  |
| 14. | Insect Collector                                  |                 | 2:46  |
| 15. | Burning Farm                                      |                 | 5:16  |